# Aachener Turn- und Sportverein Alemannia 1900 1995-1996
Questa voce raccoglie le informazioni riguardanti l'Aachener Turn- und Sportverein Alemannia 1900 nelle competizioni ufficiali della stagione 1995-1996.

## Stagione
Nella stagione 1995-1996 l'Alemannia, allenato da Gerd vom Bruch, concluse il campionato di Regionalliga ovest-sudovest al 6º posto.

## Rosa
| N. |                        | Ruolo | Calciatore         |
| -- | ---------------------- | ----- | ------------------ |
| 1  | Germania (bandiera)    | P     | Christian Schmidt  |
| 10 | Paesi Bassi (bandiera) | C     | Erwin Vanderbroeck |
| 16 | Germania (bandiera)    | A     | Stephan Lämmermann |
|    | Germania (bandiera)    | P     | Karsten Härtel     |
|    | Germania (bandiera)    | D     | Ralf Albarus       |
|    | Germania (bandiera)    | D     | Withold Bolda      |
|    | Germania (bandiera)    | D     | Andreas Gielchen   |
|    | Germania (bandiera)    | D     | Frank Klemmer      |
|    | Germania (bandiera)    | D     | Ralf Köhnen        |
|    | Germania (bandiera)    | D     | Thomas Krisp       |
|    | Paesi Bassi (bandiera) | D     | Sander Roege       |
|    | Germania (bandiera)    | D     | Peter Stops        |
|    | Germania (bandiera)    | C     | Andreas Bluhm      |

| N. |                        | Ruolo | Calciatore       |
| -- | ---------------------- | ----- | ---------------- |
|    | Germania (bandiera)    | C     | Torsten Frings   |
|    | Belgio (bandiera)      | C     | David Gérard     |
|    | Germania (bandiera)    | C     | Ingo Küpper      |
|    | Germania (bandiera)    | C     | Thomas Lasser    |
|    | Germania (bandiera)    | C     | Volker Lindinger |
|    | Germania (bandiera)    | C     | Alexander Morton |
|    | Belgio (bandiera)      | C     | Frédéric Waseige |
|    | Ghana (bandiera)       | A     | Henry Acquah     |
|    | Germania (bandiera)    | A     | Marcus Feinbier  |
|    | Brasile (bandiera)     | A     | José Alencar     |
|    | Germania (bandiera)    | A     | Marco Lochen     |
|    | Germania (bandiera)    | A     | Daniel Simmes    |
|    | Bielorussia (bandiera) | A     | Andrey Yusipets  |

## Organigramma societario
Area tecnica
- Allenatore: Gerd vom Bruch
- Allenatore in seconda:
- Preparatore dei portieri:
- Preparatori atletici:
- Analisi video:

## Calciomercato

### Sessione estiva
| Acquisti | Acquisti           | Acquisti            | Acquisti |
| R.       | Nome               | da                  | Modalità |
| -------- | ------------------ | ------------------- | -------- |
| C        | Erwin Vanderbroeck | Roda JC             |          |
| A        | Henry Acquah       | VfB Wissen          |          |
| C        | Andreas Bluhm      | Borussia M'gladbach |          |
| C        | David Gérard       | Ostenda             |          |
| C        | Thomas Lasser      | FSV Francoforte     |          |
| C        | Volker Lindinger   | Bayer Leverkusen    |          |
| D        | Sander Roege       | Be Quick '28        |          |
| P        | Christian Schmidt  | Borussia Brand      |          |
| A        | Daniel Simmes      | Lierse              |          |

| Cessioni | Cessioni          | Cessioni         | Cessioni |
| R.       | Nome              | a                | Modalità |
| -------- | ----------------- | ---------------- | -------- |
| C        | Pietro Callea     | Remscheid        |          |
| C        | Muhidin Čoralić   | SC Jülich 1910   |          |
| A        | Oliver Ebersbach  | SC Jülich 1910   |          |
| C        | Dino Hoffmann     | Borussia Brand   |          |
| C        | Lars Kindgen      | Lubecca          |          |
| C        | Carsten Marquardt | RW Oberhausen    |          |
| A        | Jan Schröers      | Germania Teveren |          |
| D        | Jens Tschiedel    | Gütersloh        |          |

## Risultati

### Regionalliga ovest-sudovest

#### Girone di andata
| Arbitro: | Krug |

|           |           |  |
| Klein 63’ | Marcatori |  |

| Arbitro: | Weber |

|                             |           |                            |
| Yusipets 21’ Lämmermann 42’ | Marcatori | 5’ Ramadani 82’ Gudushauri |

| Arbitro: | Casper |

|                            |           |              |
| Klyk 4’, 76’ Nickeleit 51’ | Marcatori | 22’ Feinbier |

| Arbitro: | Blüthgen |

|            |           |  |
| Acquah 65’ | Marcatori |  |

| Arbitro: | Fandel |

|                 |           |           |
| Serr 57’ (rig.) | Marcatori | 29’ Roege |

| Arbitro: | Neis |

|                         |           |                |
| Frings 71’ Feinbier 85’ | Marcatori | 52’, 63’ Papić |

| Arbitro: | Schneider |

|                              |           |                                        |
| Kämper 63’ (rig.) Hubner 77’ | Marcatori | 24’ Lämmermann 41’ Feinbier 87’ Simmes |

| Arbitro: | Liedtke |

|                                    |           |          |
| Feinbier 30’ Simmes 52’ Acquah 85’ | Marcatori | 73’ Woll |

| Arbitro: | Albers |

|                 |           |                                   |
| Dengel 73’, 85’ | Marcatori | 56’ Simmes 61’, 75’, 90’ Feinbier |

| Arbitro: | Plettenberg |

|                      |           |                        |
| Krisp 24’ Acquah 43’ | Marcatori | 50’ Katriniok 72’ Njie |

| Arbitro: | Buchkremer |

|                         |           |  |
| Policella 2’ Czakon 53’ | Marcatori |  |

| Arbitro: | Wack |

|              |           |  |
| Feinbier 64’ | Marcatori |  |

| Homburg 14 ottobre 1995, ore 15:00 CET 13ª giornata | Homburg  | 0 – 0 referto | Alemannia Aquisgrana | Waldstadion Homburg (1 200 spett.)\| Arbitro: \| Kortholt \| |
| Arbitro:                                            | Kortholt |               |                      |                                                              |

| 22 ottobre 1995 14ª giornata |  | – turno di riposo |  |  |

| Arbitro: | Müller |

|                         |           |           |
| Feinbier 18’ Frings 24’ | Marcatori | 80’ Sturm |

| Arbitro: | Clemens |

|            |           |                       |
| Meinke 38’ | Marcatori | 16’ Frings 34’ Simmes |

| Arbitro: | Engler |

|              |           |  |
| Feinbier 65’ | Marcatori |  |

| Arbitro: | Liedtke |

|           |           |            |
| Adams 46’ | Marcatori | 32’ Lasser |

| Arbitro: | Steinborn |

|                                    |           |            |
| Klemmer 10’ Feinbier 48’ Roege 82’ | Marcatori | 77’ Holick |

#### Girone di ritorno
| Arbitro: | Werthmann |

|              |           |                          |
| Feinbier 90’ | Marcatori | 26’ Wuckel 35’ Ratkowski |

| Arbitro: | Henes |

|  |           |                                        |
|  | Marcatori | 28’, 88’ Feinbier 55’ (aut.) Roth-Noss |

| Arbitro: | Plettenberg |

|                                 |           |                  |
| Roege 7’ Feinbier 32’ Bluhm 90’ | Marcatori | 22’ (rig.) Tomaš |

| Arbitro: | Kortholt |

|  |           |           |
|  | Marcatori | 4’ Frings |

| Arbitro: | Albers |

|                        |           |                 |
| Feinbier 6’ Frings 84’ | Marcatori | 89’ Buschkötter |

| Arbitro: | Buchkremer |

|               |           |                |
| Tschiedel 90’ | Marcatori | 20’ Lämmermann |

| Arbitro: | Müller |

|             |           |            |
| Klemmer 26’ | Marcatori | 57’ Rasche |

| Arbitro: | Engler |

|                                      |           |                  |
| Schneider 18’ Harde 36’ Stanivuk 73’ | Marcatori | 78’ (rig.) Bluhm |

| Arbitro: | Margenberg |

|                                                             |           |            |
| Feinbier 16’, 32’ Bluhm 25’ (rig.), 71’ (rig.) Yusipets 90’ | Marcatori | 82’ Becker |

| Arbitro: | Neis |

|                                 |           |                                    |
| Milde 70’ Silberbach 90’ (rig.) | Marcatori | 41’ Frings 79’ Feinbier 88’ Acquah |

| Arbitro: | Gettke |

|                             |           |              |
| Frings 50’ Vanderbroeck 90’ | Marcatori | 5’ Policella |

| Bocholt 14 aprile 1996, ore 15:00 CEST 31ª giornata | Bocholt   | 0 – 0 referto | Alemannia Aquisgrana | Stadion am Hünting (2 000 spett.)\| Arbitro: \| Werthmann \| |
| Arbitro:                                            | Werthmann |               |                      |                                                              |

| Arbitro: | Casper |

|            |           |                                |
| Acquah 24’ | Marcatori | 55’, 78’ Adriano 87’ Arveladze |

| 28 aprile 1996 33ª giornata |  | – turno di riposo |  |  |

| Arbitro: | Fischer |

|                                                          |           |                  |
| Menzel 33’ Walbröhl 45’ Breitzke 60’ Szewczyk 79’ (rig.) | Marcatori | 58’ (rig.) Bluhm |

| Arbitro: | Prengel |

|                          |           |                                        |
| Frings 7’, 39’, 54’, 87’ | Marcatori | 22’, 58’, 71’ Schmidt 36’, 78’ Raschke |

| Arbitro: | Fandel |

|                             |           |              |
| Nikolic 15’ (rig.) Flür 52’ | Marcatori | 78’ Feinbier |

| Arbitro: | Liedtke |

|                                                    |           |  |
| Vanderbroeck 25’ Frings 46’ Klemmer 53’ Lochen 86’ | Marcatori |  |

| Arbitro: | Plettenberg |

|                                   |           |                          |
| Spannuth 34’, 42’, 44’ Vandas 54’ | Marcatori | 17’ Yusipets 22’ Klemmer |

## Statistiche

### Statistiche di squadra
| Competizione                | Punti | In casa | In casa | In casa | In casa | In casa | In casa | In trasferta | In trasferta | In trasferta | In trasferta | In trasferta | In trasferta | Totale | Totale | Totale | Totale | Totale | Totale | DR  |
| Competizione                | Punti | G       | V       | N       | P       | Gf      | Gs      | G            | V            | N            | P            | Gf           | Gs           | G      | V      | N      | P      | Gf     | Gs     | DR  |
| --------------------------- | ----- | ------- | ------- | ------- | ------- | ------- | ------- | ------------ | ------------ | ------------ | ------------ | ------------ | ------------ | ------ | ------ | ------ | ------ | ------ | ------ | --- |
| Regionalliga ovest-sudovest | 60    | 18      | 11      | 4       | 3       | 40      | 24      | 18           | 6            | 5            | 7            | 25           | 29           | 36     | 17     | 9      | 10     | 65     | 53     | +12 |
| Totale                      | 60    | 18      | 11      | 4       | 3       | 40      | 24      | 18           | 6            | 5            | 7            | 25           | 29           | 36     | 17     | 9      | 10     | 65     | 53     | +12 |

### Andamento in campionato
| Giornata  | 1  | 2  | 3  | 4  | 5  | 6  | 7  | 8 | 9 | 10 | 11 | 12 | 13 | 14 | 15 | 16 | 17 | 18 | 19 | 20 | 21 | 22 | 23 | 24 | 25 | 26 | 27 | 28 | 29 | 30 | 31 | 32 | 33 | 34 | 35 | 36 | 37 | 38 |
| --------- | -- | -- | -- | -- | -- | -- | -- | - | - | -- | -- | -- | -- | -- | -- | -- | -- | -- | -- | -- | -- | -- | -- | -- | -- | -- | -- | -- | -- | -- | -- | -- | -- | -- | -- | -- | -- | -- |
| Luogo     | T  | C  | T  | C  | T  | C  | T  | C | T | C  | T  | C  | T  |    | C  | T  | C  | T  | C  | C  | T  | C  | T  | C  | T  | C  | T  | C  | T  | C  | T  | C  |    | T  | C  | T  | C  | T  |
| Risultato | P  | N  | P  | V  | N  | N  | V  | V | V | N  | P  | V  | N  |    | V  | V  | V  | N  | V  | P  | V  | V  | V  | V  | N  | N  | P  | V  | V  | V  | N  | P  |    | P  | P  | P  | V  | P  |
| Posizione | 15 | 14 | 18 | 11 | 11 | 13 | 10 | 8 | 5 | 7  | 9  | 5  | 6  | 8  | 7  | 6  | 5  | 5  | 5  | 5  | 5  | 4  | 3  | 3  | 3  | 2  | 3  | 3  | 2  | 2  | 3  | 3  | 4  | 5  | 5  | 6  | 5  | 6  |

Legenda:

Luogo: C = Casa; T = Trasferta. Risultato: V = Vittoria; N = Pareggio; P = Sconfitta.

### Statistiche dei giocatori
| H. Acquah       | 27 | 5  | 2  | 0 |
| R. Albarus      | 12 | 0  | 3  | 0 |
| J. Alencar      | 0  | 0  | 0  | 0 |
| A. Bluhm        | 23 | 5  | 3  | 1 |
| W. Bolda        | 0  | 0  | 0  | 0 |
| M. Feinbier     | 30 | 20 | 11 | 0 |
| T. Frings       | 32 | 12 | 4  | 0 |
| A. Gielchen     | 27 | 0  | 4  | 0 |
| D. Gérard       | 4  | 0  | 0  | 0 |
| K. Härtel       | 34 | 0  | 0  | 0 |
| F. Klemmer      | 35 | 4  | 6  | 0 |
| T. Krisp        | 31 | 1  | 9  | 2 |
| R. Köhnen       | 20 | 0  | 2  | 1 |
| I. Küpper       | 2  | 0  | 0  | 0 |
| T. Lasser       | 29 | 1  | 3  | 1 |
| V. Lindinger    | 18 | 0  | 2  | 0 |
| M. Lochen       | 1  | 1  | 0  | 0 |
| S. Lämmermann   | 26 | 3  | 1  | 0 |
| A. Morton       | 0  | 0  | 0  | 0 |
| S. Roege        | 30 | 3  | 4  | 1 |
| C. Schmidt      | 2  | 0  | 0  | 0 |
| D. Simmes       | 26 | 4  | 3  | 0 |
| P. Stops        | 27 | 0  | 4  | 0 |
| E. Vanderbroeck | 24 | 2  | 12 | 0 |
| F. Waseige      | 11 | 0  | 1  | 1 |
| A. Yusipets     | 22 | 3  | 2  | 1 |